# Wilhelm al II-lea al Germaniei
Wilhelm al II-lea (Friedrich Wilhelm Albert Victor von Preußen; n. 27 ianuarie 1859, Berlin – d. 4 iunie 1941, Olanda) a fost ultimul împărat al Germaniei și rege al Prusiei de la 1888 la 1918. Wilhelm al II-lea provine din familia Hohenzollern. Tatăl lui a fost Friedrich al III-lea iar mama a fost împărăteasa Victoria Adelaide Mary Louisa.

## Primii ani

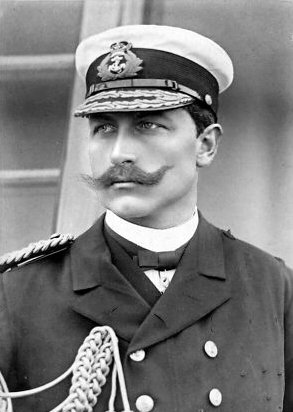
Wilhelm al II-lea, ca. 1890

Wilhelm s-a născut la 27 ianuarie 1859 la Berlin ca fiu al Prințului Frederic Wilhelm al Prusiei (viitorul Frederic al III-lea) și a soției lui, Victoria, Prințesă Regală a Marii Britanii. A fost primul nepot al reginei Victoria dar mai important, ca primul născut al Prințului Moștenitor al Prusiei, Wilhelm a fost din 1861 al doilea în linia de succesiune la tronul Prusiei iar după 1871 la tronul Imperiului German.
O naștere pelviană traumatică l-a lăsat cu brațul stâng schilodit din cauza paraliziei Erb, problemă pe care a încercat cu un oarecare succes să o ascundă. În multe fotografii el poartă o pereche de mănuși albe în mâna stângă pentru a face brațul să pară mai lung, își ține mâna stângă cu dreapta sau are brațul schilodit pe mânerul vreunei săbii. Biografii, inclusiv Miranda Carter, au sugerat că acest handicap a afectat dezvoltarea sa emoțională.
La vârsta de 6 ani, Wilhelm a început pregătirea cu profesorul Georg Hinzpeter care avea 39 de ani. Wilhelm a declarat mai târziu că instructorul său nu a rostit niciodată un cuvânt de laudă pentru eforturile sale. Ca adolescent a fost educat la Kassel la Friedrichsgymnasium și la Universitatea din Bonn.
Wilhelm a fost interesat de domeniul științei și tehnologiei, dar, a rămas convins că el a aparținut unui ordin distinct al omenirii, desemnat pentru monarhie prin voia Domnului. Wilhelm a fost acuzat de megalomanie încă din 1892, de către omul de litere portughez Eça de Queiroz, apoi din nou în 1894 de către germanul pacifist Ludwig Quidde.

## Politica
În cei treizeci de ani de regență a împăratului Wilhelm II (1888 - 1918) este cunoscută în istorie sub numele de perioada wilhelmină.
Această perioadă de timp este marcată prin eforturile împăratului de a dobândi un prestigiu național și a dezvolta Germania aducând-o în rândul marilor puteri ale lumii.
Această ambiție o asociază și cu o înarmare a Germaniei, pentru a obține colonii noi în Africa și mările sudului.
Această tendință pe plan extern a Germaniei, precum și amestecul în războaiele din colonii (Krüger 1896), (Criza marocană 1905/06 și 1911) ca și (scandalul Daily-Telegraph 1908) a determinat o serie de conflicte politice în special cu Anglia și la o destabilizare a politicii externe.

Wilhelm iubește parada militară, cu aceste ocazii subliniază faptul că militarismul caracterizează societatea germană, funcții importante în aparatul de stat primesc acei care au o carieră militară strălucită.
Avântul economic german în timpul lui Wilhelm II este datorat încurajării dezvoltării tehnologiilor, industrializării, științelor naturale, aceste progrese fiind sprijinite personal de către împărat.

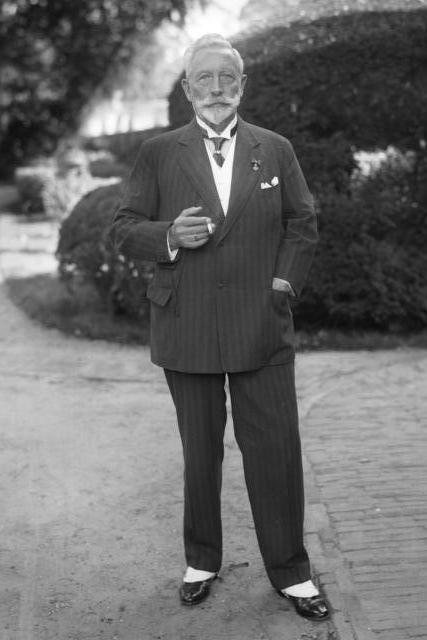
Wilhelm în 1933

În politica internă Wilhelm II continuă politica socială a lui Bismarck, totusi, Keiser-u la demis pe Canceral deoarece dorea sa iși puna amprenta in Politica si Spcietatea Germana, diferita de succesorii lui și a reușit, deoarece politica lui internă și externă a lăsat impresia unui împărat mai autoritar ca bunicul său Wilhelm 1, însă istoricii socotesc regimentul lui personal ca o contradicție cu politica lui socială, împăratul nefiind de fapt deosebit de autoritar, frecvent contrazicându-se sub influența unor miniștri sau generali. În perioada lui de domnie au loc lupte pentru putere ale diferitelor partide politice, fapt care determină schimbări frecvente ale cancelarilor. Astfel, în conflictele dintre național-liberalo-conservativi și partidul social-democrat, din 7 cancelari 5 au fost eliberați din funcție.
În timpul primului război mondial (1914 - 1918), incompetența strategică și tactică a împăratului devine evidentă, iar din 1916 se abține de a mai lua hotărâri, predând conducerea statului în mâna conducătorilor militari, generalii Hindenburg și Ludendorff care în ultimii ani ai războiului instaurează dictatura militară. După sfârșitul primului război mondial, Germania este înfrântă și 10 milioane de morți rămân pe câmpurile de luptă, se declară Republica de la Weimar cu abolirea monarhiei, împăratul este silit să abdice (9 noiembrie 1918). Se aprinde o lumina de speranta cand Adolf Hitler ajunge la putere, Wilhelm spera ca va restaura dinastia Imepriala HHohenzollern. Dar Dictatorul Nazist dădea vina pe Împărat pentru înfrângerea Germaniei din Primul Război Mondial. A murit pe data de 4 Iunie 1941 în exil în Olanda, la reședinta sa Huis Doorn.

## Descendenți
| Descendenții lui Wilhelm al II-lea și Augusta Viktoria |
| --- |
| - 1. Wilhelm al II-lea al Germaniei (1859-1941) ∞ Augusta Viktoria de Schleswig-Holstein (1858-1921) - 2. Wilhelm, Prinț Moștenitor al Germaniei (1882-1951), Șeful Casei de Hohenzollern ∞ Ducesa Cecilie de Mecklenburg-Schwerin (1886-1954) - 3. Prințul Wilhelm (1906–1940) ∞ Dorothea von Salviati (1907-1972) - 4. Prințesa Felicitas (1934-2009) ∞ (1) Dinnies Karl Friedrich von der Osten (n. 1929); (2) Jorg Hartwig von Nostitz-Wallwitz (n. 1937) - 5. Friederike von der Osten (n. 1959) ∞ Berhard Ernst Dieter von Reiche (n. 1956) - 6. Felicitas von Reiche (n. 1986) - 6. Victoria von Reiche (n. 1989) - 6. Donata von Reiche (n. 1992) - 5. Dinnies von der Osten (1962-1989) - 5. Hubertus von der Osten (n. 1964) - 5. Cecilie von der Osten (n. 1967) ∞ Ole Marxen - 6. Julius Marxen (n. 1998) - 6. Victor Marxen (n. 2002) - 5. Diana Renata von Nostitz-Wallwitz (n. 1974) ∞ Baronul Carl Carl-Jan von der Goltz - 4. Prințesa Christa (n. 1936) ∞ Peter Liebes (1926-1967) - 3. Prințul Louis Ferdinand (1907-1994) Șeful Casei de Hohenzollern ∞ Marea Ducesă Kira Kirillovna a Rusiei (1909-1967) - 4. Prințul Friedrich Wilhelm (n. 1939) ∞ (1) Waltraud Freytag (n. 1940); (2) Ehrengard von Reden (n. 1943) - 5. Philip Kirill (n. 1968) ∞ Anna Christine Soltau (n. 1968) - 6. Paul Wilhelm (n. 1995) - 6. Maria Luise (n. 1997) - 6. Elisabeth Christine (n. 1998) - 6. Anna Sophie (n. 2001) - 6. Johanna Amalie (n. 2002) - 6. Timotheus Friedrich (n. 2005) - 5. Friedrich Wilhelm Ludwig Ferdinand Kirill (n. 1979) - 5. Viktoria-Luise Kira Ehrengard (n. 1982) - 5. Joachim Albrecht Bernhard Christian Ernst (n. 1984) - 4. Prințul Mihail (n. 1940) ∞ (1) Jutta Jörn (n. 1943) (2) Brigitte von Dallwitz (n. 1939) - 5. Michaela Marie (n. 1967) ∞ Jürgen Wessolly (n. 1961) - 6. Maximilian Wessoly (n. 2000) - 6. Marie Charlotte Wessoly (n. 2001) - 5. Nataly Alexandra (n. 1970) - 4. Prințesa Marie Cécile (n. 1942) ∞ Ducele Friedrich August de Oldenburg (n. 1936) - 5. Paul-Wladimir de Oldenburg (n. 1969) ∞ Maria del Pilar Méndez de Vigo y Löwenstein-Wertheim-Rosenberg (n. 1970) - 6. Kirill Friedrich-August de Oldenburg (n. 2002) - 6. Carlos Jakobus de Oldenburg (n. 2004) - 6. Paul Maria de Oldenburg (n. 2005) - 6. Maria Assunta de Oldenburg (n. 2007) - 6. Peter de Oldenburg (n. 2009) - 5. Rixa Marie-Alix de Oldenburg (n. 1970) - 5. Bibiane Marie de Oldenburg (n. 1974) - 4. Prințesa Kira (1943-2004) ∞ Thomas Frank Liepsner - 5. Kira-Marina Liepsner (n. 1977) - 4. Prințul Louis Ferdinand (1944-1977) ∞ contesa Donata Emma de Castell-Rüdenhausen (n. 1950) - 5. Georg Friedrich, Prinț al Prusiei (n. 1976) Șeful Casei de Hohenzollern ∞ Sophie de Isenburg - 6. Carl Friedrich (n. 2013) - 6. Louis Ferdinand (n. 2013) - 6. Emma Marie (n. 2015) - 5. Cornelie-Cécile (n. 1978) - 4. Prințul Christian-Sigismund (n. 1946) ∞ contesa Nina Helene Lydia Alexandra zu Reventlow - 5. Christian Ludwig (n. 1986) - 5. Irina Maria (n. 1988) - 4. Prințesa Xenia (1949-1992) ∞ Per-Edvard Lithander - 5. Patrick Edvard (n. 1973) - 5. Wilhelm Sebastian (n. 1974) - 2. Prințul Eitel Friedrich (1959-1942) ∞ Ducesa Sofia Charlotte de Oldenburg (1879-1964) - 2. Prințul Adalbert (1884-1948) ∞ Prințesa Adelheid de Saxa-Meiningen (1891-1971) - 3. Victoria Marina (1917-1981) ∞ Kirby Patterson - 3. Wilhelm Viktor (1919-1989) ∞ contesa Marie Antoinette (1920-2004) - 4. Marie Louise (n. 1945) ∞ Rudolf von Schönburg-Glauchau (n. 1932) - 4. Adalbert Alexander (n. 1948) ∞ Eva Maria Kudicke (n. 1951) - 2. Prințul August Wilhelm (1887-1949) ∞ Prințesa Alexandra Victoria de Schleswig-Holstein-Sonderburg-Glücksburg (1887-1957) - 3. Prințul Alexander Ferdinand (1912-1985) ∞ Armgard Weygand - 4. Prințul Stephan Alexander (1939-1993) ∞ (1) Heide Schmidt; (2) Hannelore-Maria Kerscher - 2. Prințul Oskar (1888-1958) ∞ Contesa Ina Marie von Bassewitz (1888-1973) - 3. Prințul Oskar Wilhelm (1915-1939) - 3. Prințul Burchard Friedrich (1917-1988) - 3. Prințesa Herzeleide-Ina-Marie (1918-1989) ∞ Karl Biron, Prinț de Courland - 4. Prințesa Benigna (n. 1939) - 4. Prințul Ernst-Johann (n. 1940) ∞ contesa Elisabeta de Ysenburg-Philippseich - 4. Prințul Michael (n. 1944) - 3. Prințul Wilhelm Karl (1922–2007) ∞ Armgard von Veltheim - 4. Prințesa Donata (n. 1952) - 4. Prințul Wilhelm-Karl (n. 1955) - 4. Prințul Oskar (n. 1959) ∞ Auguste Zimmermann von Siefart (n. 1962) - 5. Prințul Oskar (n. 1993) - 5. Prințesa Wilhelmine (n. 1995) - 5. Prințul Albert Burchard (n. 1998) - 2. Prințul Joachim (1890-1920) ∞ Prințesa Marie-Auguste de Anhalt (1898-1983) - 3. Prințul Karl Franz al Prusiei (1916-1975) ∞ (1) Henriette de Schönaich-Carolath; (2) Luise Dora Hartmann; (3) Eva Maria Herrera y Valdeavellano - 4. Prințul Franz Wilhelm (n. 1943) ∞ Maria Vladimirovna a Rusiei - 5. George Mihailovici al Rusiei (n. 1981) - 4. Friedrich Christian Ludwig (1943–1943) - 4. Franz Friedrich Christian (n. 1944) - 4. Alexandra Maria Augusta Juana Consuelo (n. 1960) ∞ Alberto Reboa - 5. Alberto Reboa (n.1994) - 5. Alexandra Reboa (n. 1995) - 4. Désirée Anastasia Maria Benedicta (n. 1961) ∞ Juan Carlos Gamarra y Skeels - 5. Juan Francisco Gamarra (n. 1987) - 5. Ines Gamarra (n. 1989) - 2. Prințesa Victoria Luise (1892-1980) ∞ Ernest Augustus, Duce de Brunswick (1887-1953) - 3. Ernest Augustus al IV-lea, Prinț de Hanovra (1914-1987) ∞ (1) Ortrud de Schleswig-Holstein-Sonderburg-Glücksburg (1925-1980); (2) Monika de Solms-Laubach (n. 1929) - 4. Marie Viktoria (n. 1952) ∞ contele Michael de Hochberg - 5. Conrad Hans-Heinrich Ernst-August de Hochberg (n. 1985) - 5. Georg Karl-Albert de Hochberg (n. 1987) - 4. Ernst August de Hanovra (n. 1954) ∞ (1) Chantal Hochuli (n. 1955); (2) Caroline, Prințesă de Hanovra (n. 1957) - 5. Ernst August de Hanovra (n. 1983) - 5. Christian Heinrich de Hanovra (n. 1985) - 5. Alexandra de Hanovra (n. 1999) - 4. Ludwig Rudolph de Hanovra (1955-1988) ∞ contesa Isabelle von Thurn-Valsassina-Como-Vercelli - 5. Otto Heinrich (n. 1988) - 4. Olga de Hanovra (n. 1958) - 4. Alexandra de Hanovra (n. 1959) ∞ Andreas, Prinț de Leiningen - 5. Ferdinand Heinrich Emich de Leiningen (n. 1982) - 5. Olga Margarita de Leiningen (n. 1984) - 5. Hermann de Leiningen (n. 1986) - 4. Heinrich Julius de Hanovra (n. 1961) ∞ Thyra von Westernhagen - 5. Albert Thilo Ludwig Arndt de Hanovra (n. 1999) - 5. Eugenia Friederike de Hanovra (n. 2001) - 5. Julius Eduard Emanuel de Hanovra (n. 2006) - 3. Prințul George William de Hanovra (1915–2006) ∞ Prințesa Sofia a Greciei și Danemarcei (1914-2001) - 4. Welf Ernest de Hanovra (1947-1981) ∞ Wibke Christians(n. 1948) - 5. Saskia de Hanovra ∞ (1) Michael Naylor-Leyland; (2) Edward Hooper - 6. Jake John Naylor-Leyland (n. 1993) - 6. Gabriel George Naylor-Leyland (n. 1996) - 6. Louis Ivan Welf Otto Hooper (n. 2007) - 4. Georg de Hanovra (n. 1949) ∞ Victoria Anne Bee (n. 1951) - 5. Vera de Hanovra (n. 1976) - 5. Nora de Hanovra (n. 1979) ∞ Christian Falk - 6. Konstantin Georg Erik Falk (n. 2007) - 6. Leopold Welf Christian Falk (n. 2009) - 4. Frederica de Hanovra (n. 1954) ∞ Jerry William Cyr - 5. Julia Emma Cyr (n. 1982) - 5. Jean-Paul Welf Cyr (n. 1985) - 3. Frederica de Hanovra (1917-1981), regină a Greciei ∞ regele Paul I al Greciei (1901-1964) - 4. Regina Sofía a Spaniei (n. 1938) ∞ regele Juan Carlos I al Spaniei (n. 1938) - 5. Infanta Elena (n. 1963) ∞ Jaime de Marichalar (div. 2010) - 6. Felipe Juan Froilán de Marichalar y Borbón (n. 1998) - 6. Victoria Federica de Marichalar y Borbón (n. 2000) - 5. Infanta Cristina (n. 1965) ∞ Iñaki Urdangarín, Duce de Palma de Mallorca - 6. Juan Valentín Urdangarín y de Borbón (n. 1999) - 6. Pablo Nicolás Urdangarín y de Borbón (n. 2000) - 6. Miguel Urdangarín y de Borbón (n. 2002) - 6. Irene Urdangarín y de Borbón (n. 2005) - 5. Felipe, Prinț de Asturia (n. 1968) ∞ Letizia, Prințesă de Asturia - 6. Infanta Leonor a Spaniei (n. 2005) - 6. Infanta Sofía a Spaniei (n. 2007) - 4. Constantin al II-lea al Greciei (n. 1940) ∞ Anne-Marie a Danemarcei (n. 1946) - 5. Prințesa Alexia (n. 1965) ∞ Carlos Morales Quintana - 6. Arrietta Morales y de Grecia (n. 2002) - 6. Ana María Morales y de Grecia (n. 2003) - 6. Carlos Morales y de Grecia (n. 2005) - 6. Amelia Morales y de Grecia (n. 2007) - 5. Pavlos, Prinț Moștenitor al Greciei (n. 1967) ∞ Marie Chantal Miller (n. 1968) - 6. Prințesa Maria Olympia (n. 1996) - 6. Prințul Constantine Alexios (n. 1998) - 6. Prințul Achileas Andreas (n. 2000) - 6. Prințul Odysseas-Kimon (n. 2004) - 6. Prințul Aristide Stavros (n. 2008) - 5. Prințul Nikolaos (n. 1969) ∞ Tatiana Blatnik (n. 1980) - 5. Prințesa Theodora (n. 1983) - 5. Prințul Philippos (n. 1986) - 4. Prințesa Irene a Greciei și Danemarcei (n. 1942) - 3. Prințul Christian Oscar de Hanovra (1919-1981) ∞ Mireille Dutry - 4. Prințesa Caroline-Luise (n. 1965) - 4. Prințesa Mireille (n. 1971) - 3. Prințul Welf Henry de Hanovra (1923-1997) ∞ Prințesa Alexandra de Ysenburg și Büdingen |